# Jack Arnold
Jack Arnold (født i New Haven, Connecticut den 14. oktober 1916, død Woodland Hills, Californien, den 17. marts 1992) var en amerikansk filminstruktør.
Han er bedst kendt for flere klassiske science-fiction-film fra 1950'erne og en Peter Sellers-film, The Mouse That Roared. Han var også instruktør på mange amerikanske tv-serier, blandt andet Perry Mason, Peter Gunn, The Brady Bunch og Gilligan's Island.

## Udvalgte film
- It Came from Outer Space (1953)
- Uhyret fra den sorte lagune (1954)
- Revenge of the Creature (1955)
- Tarantula (1955)
- The Incredible Shrinking Man (1957, efter en Richard Matheson-roman)
- No Name on the Bullet (1959, en westernfilm)
- The Mouse That Roared (1959)